# George Showell
George William Showell (* 9. Februar 1934 in Bilston; † 18. Dezember 2012 in Wrexham) war ein englischer Fußballspieler. Der Abwehrspieler war mehr als ein Jahrzehnt für die Wolverhampton Wanderers aktiv und gehörte ab 1959 und vor allem beim Gewinn des FA Cups 1960 zu den Stammkräften.

## Sportlicher Werdegang
Showell schloss sich 1949 den Wolverhampton Wanderers an und nach dem Aufstieg in den Profibereich im August 1951 spielte der junge Abwehrspieler lange für die Reserve des Vereins, bevor er am 2. April 1955 gegen Preston North End (1:1) seinen Einstand für die erste Mannschaft gab. Dies war der Auftakt für eine Serie von Einsätzen als Vertretung von Eddie Stuart in der Schlussphase der Saison 1954/55, aber der sportliche Durchbruch ließ weiter auf sich warten und beim zweifachen Gewinn der englischen Meisterschaft in den Spielzeiten 1957/58 und 1958/59 steuerte er lediglich insgesamt 15 Einsätze bei – einer seiner seltenen Höhepunkte war 1957 ein Freundschaftsspielsieg gegen Real Madrid. Der Rücktritt von Billy Wright 1959 bereitete ihm schließlich den Weg in die Mannschaft und Showell absolvierte die letzten drei Spiele auf dem Weg zum Gewinn des FA Cups 1960; dazu errang er zweimal die Charity-Shield-Trophäe. Showell wurde von Trainer Stan Cullis nun regelmäßig gleichsam in der Abwehr im Zentrum und auf der Außenbahn sowie gelegentlich als Stürmer eingesetzt. In der ersten Hälfte der 1960er-Jahre war Showell nun Stammspieler bei den „Wolves“. Bis 1965 bestritt er genau 200 Ligapartien, bevor er sich mit einem bitteren Abstieg in Richtung des Zweitligisten Bristol City verabschiedete.
In Bristol verbrachte er nur knapp 18 Monate, bevor er sich in Wales dem AFC Wrexham anschloss. Dort ließ er bis 1968 seine aktive Karriere ausklingen und im Anschluss war er bis 1990 Teil des dortigen Trainerstabs (als Assistent, Kotrainer, Interimscheftrainer und Physiotherapeut). Im Alter von 78 Jahren verstarb er in seiner walisischen Wahlheimat.

## Titel/Auszeichnungen
- Englischer Pokal (1): 1960
- FA Charity Shield (2): 1959, 1960 (geteilt)